# Gram (Skanderborg)
 For alternative betydninger, se Gram. (Se også artikler, som begynder med Gram)
Gram (oprindelig betydning "De grå huse") er en bydel tilhørende Stilling i Østjylland. Den var oprindelig en meget lille landsby beliggende 100 m.o.h. Landsbyen nævnes første gang i 1580. Gram hører til Stilling Sogn, men hørte indtil 1984 til Skanderup Sogn. Den oprindelige landsby Gram er nu sammenbygget med den oprindelige stationsby Stilling og en del af et samlet byområde. Begge ligger i Skanderborg Kommune i Region Midtjylland.